# Mojoroto (Mojogedang)
Mojoroto is een bestuurslaag in het regentschap Karanganyar van de provincie Midden-Java, Indonesië. Mojoroto telt 2024 inwoners (volkstelling 2010).